# Coité do Nóia
Coité do Nóia este un oraș în unitatea federativă Alagoas (AL) din Brazilia.